# 米利都的提摩太
米利都的提摩太（英語：Timotheus of Miletus），（前446年—前357年）。古希腊米利都诗人之一，以酒歌和合唱抒情诗著名。他具有创新精神但影响较小。他的19本书中的大多数均已失传，但是公元前4世纪的草纸本保留了他的《波斯人》两百余行，描述的是萨拉米战役，以保卫他自己的音乐结束。欧里庇得斯（他的朋友）为他写了开场。

## 扩展阅读
- 本条目包含来自公有领域出版物的文本: Chisholm, Hugh (编).  (第11版). London: Cambridge University Press. 1911.